# Paul Henri Thiry d’Holbach
Paul Henry Thiry, Holbach bárója (Edesheim, 1723. december 8. körül – Párizs, 1789. január 21.) francia-német materialista filozófus, természettudós és enciklopédista volt. Paul Heinrich Dietrich Thiry néven született Edesheimben, a Rajnai Palotagrófságban (ma: Rajna-vidék-Pfalz tartomány, Németország).

## Élete
Paul Henri Thiry (Paul Heinrich Dietrich) anyja, Catherine Jacobina Holbach (1684-1743) a spire-i püspökség adóbehajtójának, Johannes Jacobus Holbachnak († 1723) leánya volt. Apja, Johann Jacob Dietrich (1672-1756) borászattal foglalkozott. A fiatal Paul Henry tanulmányait anyai nagybátyja, Franz Adam von Holbach báró finanszírozta, aki a párizsi tőzsdén végrehajtott ügyletei útján vált milliomossá. A két hatalmas vagyont és a bárói címet megörökölve a még fiatal Paul Henri Thiry d’Holbach báró nagyon gazdag lett, és úgy is élte le egész életét.
Holbach volt a tulajdonosa az egyik legismertebb szalonnak Párizsban. Ez volt az Encyclopédie szerkesztőinek egyik legfontosabb találkozóhelye. 1750 és 1780 között rendszeresen heti két alkalommal tartottak találkozót. A társalgás hangneme a vendégek között rendkívül kulturált volt és sokkal változatosabb témákról esett szó, mint más szalonokban. Ez a többi jellemzővel együtt, mint a kitűnő étel, a drága bor és a több, mint 3000 kötetes könyvtár, több híres vendéget is vonzott. A „Café de L’Europe” névre hallgató szalon rendszeres látogatói közé tartoztak: Diderot, Friedrich Melchior Grimm, Marmontel, d’Alembert, Helvétius, Ferdinando Galiani és André Morellet. A szalont ugyancsak sokan látogatták a brit szellemi körből: többek között Adam Smith, David Hume, Horace Walpole, Edward Gibbon, Joseph Priestley, valamint Benjamin Franklin.

## Munkái
Az Encyclopédie számára jelentős számú cikket fordított politika, vallás, kémia és ásványtan témakörben. Fordításai jórészt német nyelvű forrásokból származtak. Ismertségét ugyanakkor materialista és ateista szemléletű filozófiai írásainak köszönhette. Munkáját a francia materialisták közé sorolják.
1767-ben jelent meg Christianisme dévoilé című műve, melyben az emberiség erkölcsi fejlődésének akadályozásával vádolta a keresztény vallást. Ezt további vallási témájú munkák követték: Szent Pálról, Jézus Krisztus története, Szentek képtára stb.
1770-ben jelent meg fő műve, az enciklopédista mozgalom egyik legfontosabb alkotása, a A természet rendszere. A könyv álnév alatt jelent meg, mint Mirabaud-nak, a francia akadémia meghalt titkárának hátrahagyott műve. Egyes állítások szerint Diderot-val közösen írta.
A mű az akkori francia gondolkodás egyik legrendszeresebb összefoglalása. Tagadja isten létezését és küzd az előítéletek ellen, azok között is leginkább a vallás ellen, és a természettudományokban látja az emberi haladás és boldogulás útját. A tiszta materializmust hirdette, a tudást az érzékekből származtatta, az erkölcs forrásaként az utilitarista alapgondolatot, a közjó szeretetét írta le.
A természet rendszere egyike volt a legradikálisabb eszméket terjesztő, legtöbb vitát kiváltó könyveknek. Az katolikus egyház a könyv bezúzását követelte, ezerszámra cáfolatok jelentek meg. Voltaire sürgősen munkához látott és a Filozófiai ábécében az „Isten” szócikkben cáfolta az állításokat, Nagy Frigyes szintén válaszolt a könyvre. Két évvel megjelenése után Holbach egy népszerűbb, rövid kivonatot készített a műből A józan ész, vagy természetes fogalmak ellentétben a természetfölöttiekkel címen. Az 1773-as A társadalmi rendszerről, az 1773–1774-ben megjelent A természetes politikáról és az 1776-os Egyetemes erkölcstan című esszékben megpróbálta részletesebben is leírni az eredeti műben felvázolt erkölcsi rendszert, de ezek már csak kisebb népszerűséget értek el.
A zaklatásoktól félve könyveit névtelenül és álneveken jelentette meg, Franciaországon kívül, leggyakrabban Amszterdamban.
Állítólag Jean-Jacques Rousseau Júlia, vagy az új Heloise című művében a büszke ateistát Holbachról mintázta. A tudományos irodalomban növekvő számban mind a mai napig megtalálható Holbach filozófiájának számos fő eleme.

## Halála
Paul Henri Thiry d’Holbach báró néhány hónappal a francia forradalom kitörése előtt hunyt el Párizsban. Bár ateista volt, egyházi temetést kapott, 1789. január 21-én helyezték örök nyugalomra a párizsi Szent Rókus-templom (Église Saint-Roche) altemplomában, az oltár alatti kriptában. Későbbi történelme során a templomot kétszer dúlták fel és fosztották ki, először a forradalom során (1792 körül), majd 1871-ben, a párizsi kommün idején. A síremlékeket később helyreállították.

## Bibliográfia
- Le christianisme dévoilé, ou Examen des principes et des effets de la religion chrétienne, 1761
- La Contagion sacrée, ou Histoire naturelle de la superstition, 1768
- Lettres à Eugénie, ou Préservatif contre les préjugés, 1768
- Théologie Portative, ou Dictionnaire abrégé de la religion chrétienne, 1768
- Essai sur les préjugés, ou De l'influence des opinions sur les mœurs & le bonheur des hommes, 1770
- A természet rendszere (Système de la nature ou des lois du monde physique et du monde moral), megjelent 1770-ben két kötetben, Mirabaud álnév alatt
- Histoire critique de Jésus-Christ, ou Analyse raisonnée des évangiles, 1770
- Tableau des Saints, ou Examen de l'esprit, de la conduite, des maximes & du mérite des personnages que le christiannisme révère & propose pour modèles, 1770
- A józan ész, vagy természetes fogalmak ellentétben a természetfölöttiekkel (Bon Sens, on idées naturelles opposees aux idées surnaturelles), 1772
- A természetes politikáról (Politique Naturelle, ou Discours sur les vrais principes du Gouvernement), 1773
- A társadalmi rendszerről (Système Social, ou Principes naturels de la morale et de la Politique, avec un examen de l'influence du gouvernement sur les mœurs), 1773
- Ethocratie, ou Le gouvernement fondé sur la morale, 1776
- Egyetemes erkölcstan (La Morale Universelle, ou Les devoirs de l'homme fondés sur la Nature), 1776
- Eléments de morale universelle, ou Catéchisme de la Nature, 1790

## Magyarul
- A leleplezett kereszténység vagy A keresztény vallás alapelveinek és hatásainak vizsgálata; ford. Gáspár Endre; Hungaria, Bp., 1949
- A természet rendszere. A természeti és erkölcsi világ törvényei; ford. Bruckner János et al., átdolg., szerk., bev., jegyz. Mátrai László; Akadémiai, Bp., 1954 (Filozófiai írók tára)
- Szentek képtára, avagy Vizsgálata a kereszténység által tisztelt és példaképül állított személyek szellemének, magatartásának, elveinek és érdemeinek; ford. Gellért György; Kossuth, Bp., 1966
- Az egyetemes morál, avagy az ember kötelességei, természetére alapozva; ford. Kis János; in: A francia felvilágosodás morálfilozófiája. Válogatás; vál., utószó, jegyz. Ludassy Mária; Gondolat, Bp., 1975 (Etikai gondolkodók)